# سيمون آيرلادند
سيمون آيرلادند (بالإنجليزية: Simon Ireland)‏ (23 نوفمبر 1971 في المملكة المتحدة - ) هو لاعب كرة قدم بريطاني في مركز الوسط. لعب مع بلاكبيرن روفرز وبوريهام وود إف سي ونادي دونكاستر روفرز ونادي ريكسهام وهدرسفيلد تاون ونادي مانسفيلد تاون.

## وصلات خارجية
- سيمون آيرلادند على موقع قاعدة بيانات كرة القدم.إي يو (الإنجليزية)
- سيمون آيرلادند على موقع Soccerbase.com (لاعب) (الإنجليزية)
- سيمون آيرلادند على موقع عالم كرة القدم.نت (الإنجليزية)